# Управління спеціальних операцій (Велика Британія)
Управління спеціальних операцій (англ. Special Operations Executive, SOE) — одна зі спецслужб Великої Британії часів Другої світової війни, що безпосередньо займалася проведенням розвідувальних і спеціальних операцій, а також диверсій на території окупованої Європи та згодом Південно-Східної Азії. Управління офіційно було засноване розпорядженням міністра економічних війн Г'ю Дальтона від 22 липня 1940 року для організації розвідувально-диверсійної діяльності, а також надання допомоги рухам опору на територіях окупованих країн.
З моменту свого заснування спецслужба спочатку активно займалася організацією партизанського руху на території Британських островів у разі можливої висадки Вермахту в Британії. Фахівці SOE організовували цілком таємні структури партизанських загонів, що мали активізуватися, якщо вторгнення німців відбудеться.
Згодом акцент роботи Управління перенацілився на організацію, підготовку та діяльність численних загонів та груп Руху опору по всій окупованій Європі, а також у деяких нейтральних країнах. Про існування спецслужби, яка нараховувала близько 13 000 чоловік, зокрема 3 200 жінок, мало хто здогадувався до самого завершення воєнних дій в Європі. Після закінчення Другої світової війни, 15 січня 1946 року Управління спеціальних операцій було офіційно розпущене урядом К. Еттлі.

## Історія

### Заснування
Управління спеціальних операцій було засноване шляхом злиття трьох департаментів, що були пов'язані із таємною роботою. Першим був департамент «EH» (англ. Electra House) Форин-офісу, утворений незабаром після аншлюсу гітлерівською Німеччиною Австрійської республіки в березні 1938 року. Трохи пізніше SIS заснувало Секцію «D», на яку покладалися завдання вивчення форм та способів ведення саботажу, пропаганди та інших методів іррегулярних бойових дій на ворожих територіях з метою послаблення противника. Восени 1938 Військове міністерство сформувало третю складову майбутнього УСпО — дослідницький департамент «GS (R)», який займався вивченням методів організації та ведення партизанської війни. На початку 1939 цей департамент перейменували на «MI(R)».
До вступу Великої Британії у війну, усі три підрозділи працювали з обмеженою кількістю працівників, матеріалів, можливостями та ресурсами. Але з активізацією воєнних дій, департаменти усе глибше поглинали в роботу за напрямками своєї діяльності. «MI(R)» навіть започаткував заснування окремих спеціальних рот у складі Територіальної армії, що розгорталися для ведення партизанської боротьби.
У червні-липні 1940 року невдовзі після приходу до влади уряду В.Черчилля, військове керівництво виступило з пропозицією про координацію дій департаментів, що займалися іррегулярними формами ведення війни. 1 липня кабінет міністрів погодив питання створення спеціального органу військового управління, який мав перебрати на себе усі повноваження ведення розвідувальної та диверсійної діяльності в Європі. 16 липня, знов призначений міністр економічних війн Г'ю Дальтон, вступив у посаду, яка передбачала політичне керівництво такою структурою спецслужб. 22 липня Управління спеціальних операцій було офіційно засноване. За зразок моделі Управління Г.Дальтон узяв структуру Ірландської республіканської армії, яка змагалася за часів війни за незалежність Ірландії. Черчилль визначив головне завдання УСпО — «запалити Європу».
Паралельно з штатною організацією Управління до її діяльності залучався ще один орган — департамент розвитку озброєння для іррегулярної війни, під кодовою назвою «MD1». Незабаром його прозвали «Іграшкова крамниця Черчилля», за неабиякий інтерес прем'єр-міністра до діяльності цього департаменту та його розробкам.

### Організація
Організаційно-штатна структура Управління спеціальних операцій постійно перебувала в процесі удосконалення та змін протягом усієї війни. Спочатку, воно складалося з трьох компонентів: SO1 — відділ пропаганди; SO2 — оперативний відділ та SO3 — дослідницький відділ. У серпні 1941 року SO1 був виведений з Управління і став самостійною організацією під назвою Управління політичних операцій (англ. Political Warfare Executive).
В другому, оперативному, відділі, було декілька окремих секцій, котрі відповідали за планування, набір, підготовку, тренування агентів та диверсантів для кожної країни окремо. Деякі країни мали по дві та більше секцій, Франція нараховувала не менше шести секцій за різними видами діяльності.
Поступово організація Управління розросталося, з часом у Начальника Управління в підпорядкуванні було вже п'ятнадцять керівників департаментів та секцій. Приблизно половина з них були військовики, решта — представники цивільних установ, юристи, експерти в галузях бізнесу, індустрії тощо.
Декілька підрозділів Управління розгорнулися поблизу театрів дій, де вони у безпосередній близькості керували своїми підлеглими. У Каїрі знаходилася штаб-квартира центру спеціальних операцій на Близькому Сході та Балканах, яке з квітня 1944 отримало назву Управління спеціальних операцій (Середземномор'я). Наприкінці 1942 поблизу Алжиру був заснований ще один центр спеціальних операцій, що відповідав за Південну Францію. З висадкою союзників на континентальну Італію, в Бриндізі та пізніше в Неаполі сформовані ще центри спецоперацій Управління. В Барі був заснований центр, який перебрав на себе ведення операцій на Балканах та в Північній Італії.
На Цейлоні наприкінці 1940 року формується ще одна штаб-квартира центру, так званий «Центр місій в Індії». У Нью-Йорку у Рокфеллерівському центрі існував окремий підрозділ УСпО, який носив офіційну назву «Британський безпековий координаційний центр». На нього покладалися завдання організації взаємодії та координації між британськими MI5, SIS та американськими УСС і ФБР.

## Відео
- Gladiators of WW2 — Special Operations Executive